# Edgware Road (District Line)
Edgware Road is een station van de metro van Londen aan de Circle Line, District Line en de Hammersmith & City Line. Het is sedert 13 december 2009 een eindpunt van de Circle Line, maar ook een tussenstation van dezelfde lijn. Het metrostation, dat in 1863 is geopend, ligt in de wijk Paddington. Het station moet niet verward worden met Edgware Road dat ligt aan de Bakerloo Line.

## Geschiedenis
De Metropolitan Railway (MR) opende op 10 januari 1863 de eerste metrolijn ter wereld tussen Bishops Road en Farringdon met onderde andere een station bij Edgware Road. De MR begon daarna meteen met de uitbouw van de lijn en bouwde een aansluiting onder Praed Street, vlak ten westen van het station, ten behoeve van de Kensington-tak naar Gloucester Road, Deze tak, die in 1868 werd geopend, werd gebouwd als onderdeel van een ringlijn die de MR samen met de District Railway (DR) zou vormen rond de stad.
Aanvankelijk stelde de MR het materieel voor de Inner Cicle, de latere Circle Line, maar vanaf 1871 namen de MR en de DR elk de helft voor hun rekening.
De District Railway kwam, samen met de tubes die begin 20e eeuw op stapel stonden, in 1902 in handen van de Amerikaanse investeerder Yerkes die onder meer de elektrificatie van de metro ten uitvoer bracht. MR en concurrent DR besloten tot elektrificatie van de ringlijn, en daarmee van Edgware Road, die op 1 juli 1905 gereed was. Op 1 november 1926 begon de District Line een dienst tussen Edgware Road en Putney Bridge en vanaf dat moment verzorgde de MR de diensten op de Inner Circle, afgezien van een paar District diensten op zondag. Voor deze dienst werd gebruik gemaakt van de sporen die MR ooit had gebouwd voor een, nooit gebouwde, aftakking naar Finchley Road.
In 1933 werd het OV in Londen genationaliseerd in London Transport die de metrobedrijven de eenvormige uitgang Line gaf. Edgware Road werd vanaf dat moment aangedaan door de District Line en Metropolitan Line. In 1949 werd de Circle Line geformaliseerd met een eigen lijnkleur, geel, op de kaart. De naam Metropolitan Line werd in Edgware Road vervolgens tot 1990 alleen nog gebruikt voor het oorspronkelijke metrotraject. In 1990 kreeg het traject tussen Hammersmith en Baker Street de lijnkleur roze onder de naam Hammersmith & City Line, waarmee de Metropolitan Line verdween bij Edgware Road.
Op 7 juli 2005 was het station een van de locaties van de aanslagen in Londen op 7 juli 2005. Mohammad Sidique Khan bracht om ongeveer 8:50 uur een bom tot ontploffing in een metrostel van de Circle Line toen deze in de richting Paddington het station verliet, waarbij zes passagiers omkwamen.
In het kader van de invoering van S7 en S8 materieel op de District-, Circle- Hammersmith & City- en Metropolitan Line vanaf 2010 moest de stroomvoorziening worden vergroot. Hiertoe is een groot onderstation naast het station opgetrokken.

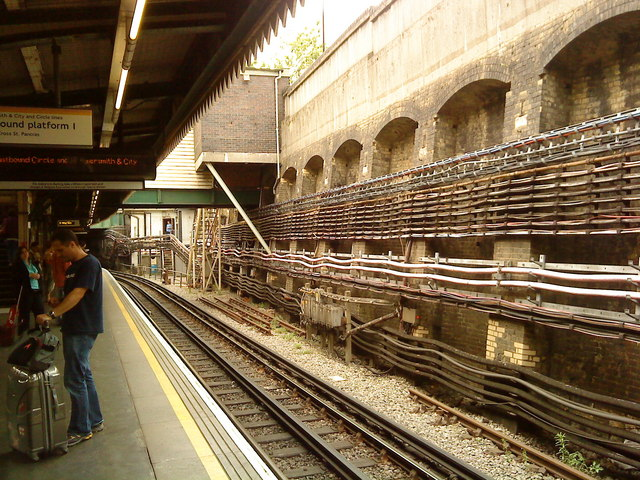
De muur uit 1863 langs spoor 1
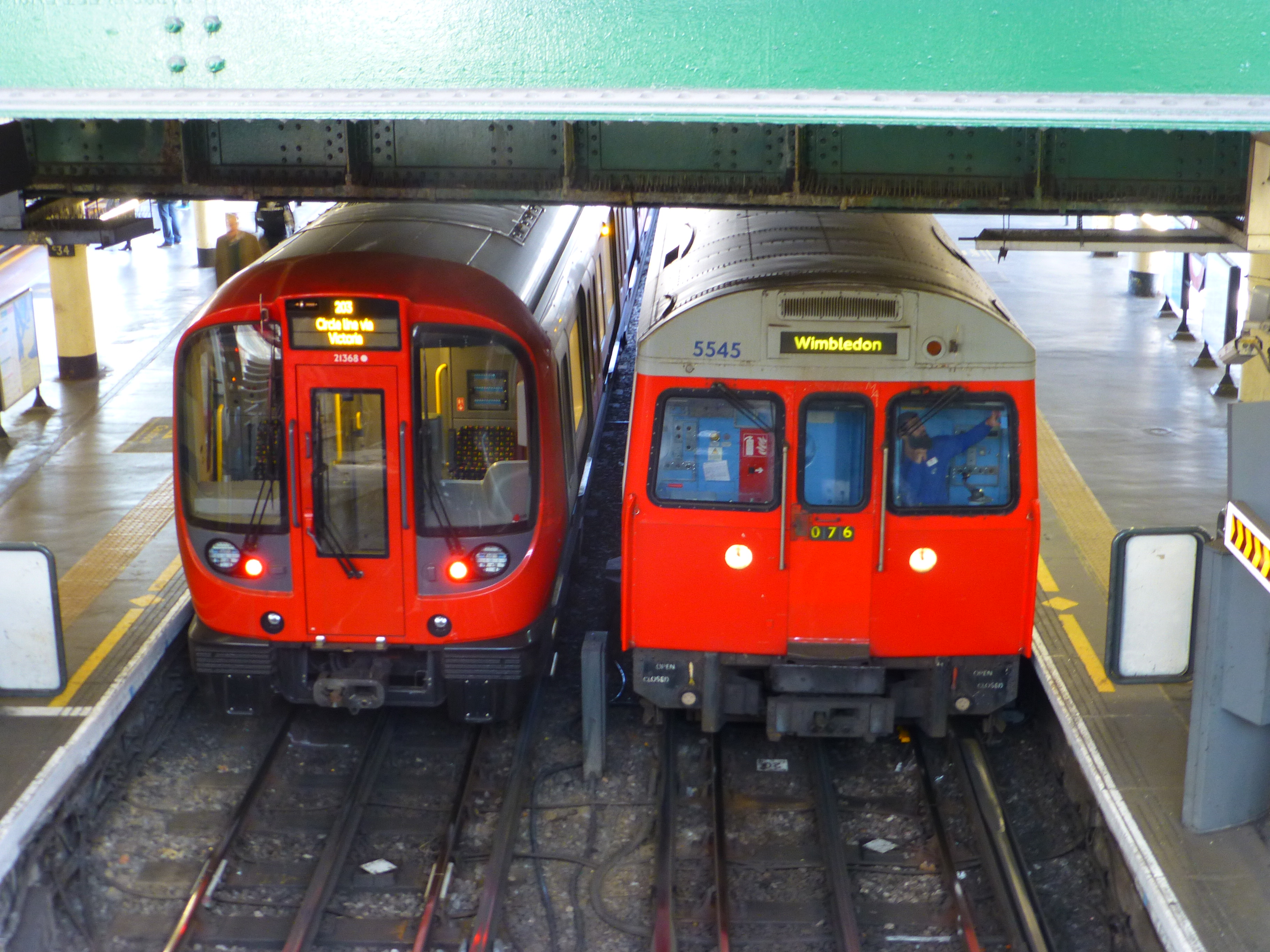
Circle Line en District Line op spoor 3 respectievelijk 2.
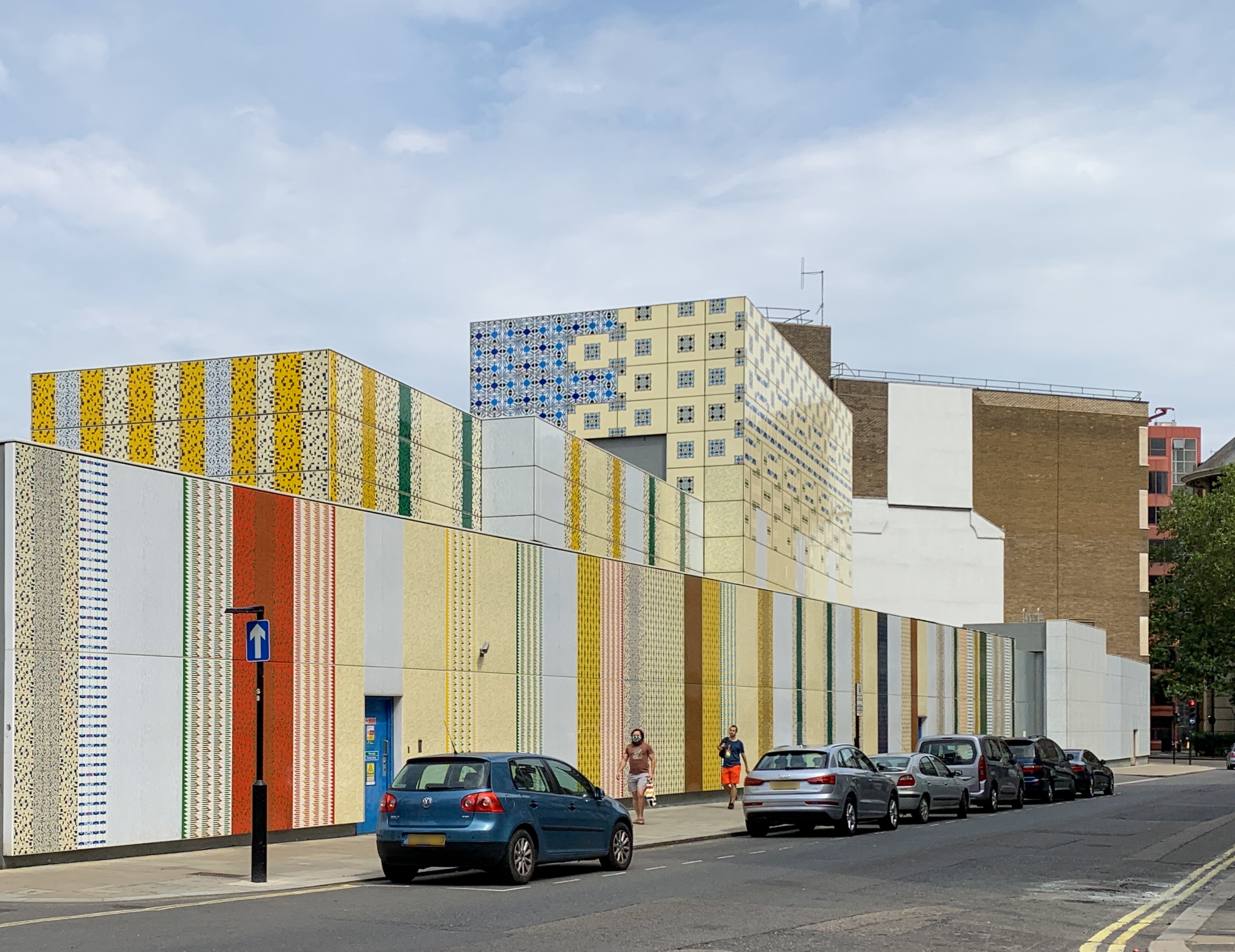
Het onderstation aan Chapel Street

## Ligging en inrichting
Het metrostation ligt op de hoek van Chapel Street en Cabbell Street, in Travelcard zone 1. Ongeveer 150 meter noordelijker ligt een station met dezelfde naam aan de Bakerloo Line. Daarom zijn er in het verleden voorstellen gedaan om een stations om te dopen om verwarring te voorkomen. Geen van beide moet worden verward met station Edgware aan de Northern Line. De sporen liggen in een uitgraving van 5 meter diep tussen de aansluitende tunnels die als openbouwputtunnels zijn gebouwd. Ten oosten van het station delen de Circle en Hammersmith & City Line dezelfde sporen richting Baker Street. In het westen lopen alle lijnen naar Paddington, de District Line en de diensten van de Circle Line die beginnen bij Edgware Road takken bij Praed Street Junction af naar Paddington (Praed Street), terwijl de metro's van de Circle Line die hun rondje om de stad al gemaakt hebben, net als die van de Hammersmith & City Line, de sporen naar Paddington (Paddington Basin) nemen.
In de normale dienst wordt spoor 1, het noordelijkste spoor, gebruikt door de metro's naar het oosten, De metro's richting Hammersmith maken gebruik van spoor 4. De sporen 2 en 3 tussen de eilandperrons worden gebruikt als eindpunt, spoor 2 voor de District Line en spoor 3 voor de Circle Line. In geval van verstoringen kan dit gewijzigd worden omdat bestemmingen aan de westkant van de sporen 2,3 of 4 bereikt kunnen worden. Omdat er geen sprake is van kopsporen kunnen vanaf de sporen 1,2 en 3 ook de bestemmingen aan de oostkant worden bereikt. Aan de zuidkant ligt nog een kopspoor zonder perron dat alleen vanuit het westen bereden kan worden.

## Reizigersdienst

### Circle Line
Vóór 13 december 2009 reden de metro's op de Circle Line in beide richtingen een rondje van 20,75 km met 27 stations. In december 2009 werd de Circle Line uitgebreid met de Hammersmith & City Line tussen Edgware Road en Hammersmith. In plaats van doorlopend rond het centrum te rijden, rijden de metro's van Hammersmith naar Edgware Road, waarbij ze over het algemeen eenmaal rond de stad gaan voordat ze eindigen bij Edgware Road en terugkeren via dezelfde route. In een aantal gevallen rijden metro's met de klok mee ook door via Edgware Road naar stations verder naar het oosten. Deze wijziging werd doorgevoerd om de betrouwbaarheid te verbeteren en de frequentie op de Hammersmith-tak te verhogen.
Vanaf Edgware Road rijden:
- 6 metro's per uur tegen de klok in.
- 6 metro's per uur met de klok mee.
- 6 metro's per uur naar Hammersmith.

### District Line
Edgware Road is het eindpunt voor alle District Line-diensten via High Street Kensington. Deze metro's maken doorgaans kop op spoor 2. Hoewel dat ook als doorgaand spoor gebruikt kan worden gebeurt dit meestal alleen bij storingen. Normaal gesproken vertrekken er 6 metro's per uur naar Wimbledon.

### Hammersmith & City Line
De normale dienst bestaat uit:
- 6 metro's per uur naar Barking (oostwaarts)
- 6 metro's per uur naar Hammersmith (westwaarts)

## Kunst
- Art on the Underground gaf kunstenares Jacqueline Poncelet de opdracht om ontwerpen te maken voor de 1.500 vierkante meter bekleding van geëmailleerd glas die de buitengevel van het onderstation zou vormen.
- Het kunstwerk -Wrapper- , een mozaïek van 700 opgesierde panelen met verschillende patronen geïnspireerd op de lokale geschiedenis, werd in november 2012 onthuld.

Hammersmith · 
Goldhawk Road · 
Shepherd's Bush Market · 
Wood Lane · 
Latimer Road · 
Ladbroke Grove · 
Westbourne Park · 
Royal Oak · 
Paddington · 
Edgware Road · 
Baker Street · 
Great Portland Street · 
Euston Square · 
King's Cross St. Pancras · 
Farringdon · 
Barbican · 
Moorgate · 
Liverpool Street · 
Aldgate · 
Tower Hill · 
Monument · 
Cannon Street · 
Mansion House · 
Blackfriars · 
Temple · 
Embankment · 
Westminster · 
St. James's Park · 
Victoria · 
Sloane Square · 
South Kensington · 
Gloucester Road · 
High Street Kensington · 
Notting Hill Gate · 
Bayswater · 
Paddington · 
Edgware Road
Hammersmith · 
Goldhawk Road · 
Shepherd's Bush Market ·
Wood Lane · 
Latimer Road · 
Ladbroke Grove · 
Westbourne Park · 
Royal Oak · 
Paddington · 
Edgware Road · 
Baker Street · 
Great Portland Street · 
Euston Square · 
King's Cross St. Pancras · 
Farringdon · 
Barbican · 
Moorgate · 
Liverpool Street · 
Aldgate East · 
Whitechapel · 
Stepney Green · 
Mile End · 
Bow Road · 
Bromley-by-Bow · 
West Ham · 
Plaistow · 
Upton Park · 
East Ham · 
Barking